# سیدونیا ۱۱۰۶
سیارک ۱۱۰۶ (به انگلیسی: 1106 Cydonia، نامگذاری:1929CW) هزار و صد و ششمین سیارک کشف شده‌است که در ۵ فوریه ۱۹۲۹ و در هایدلبرگ کشف شد.
قدر مطلق سیارک برابر ۱۲٫۰۰ است.